# Blanenské tunely

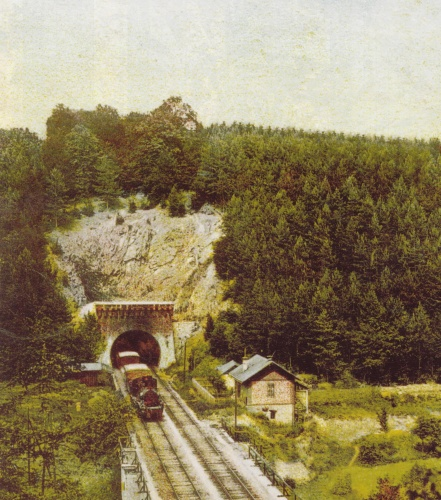
Trať mezi Brnem a Blanskem ve 20. letech 20. století s Blanenským tunelem č. 4

Blanenské tunely jsou soustava železničních tunelů na trati Brno – Česká Třebová. V úseku mezi Brnem a Blanskem, v úzkém údolí řeky Svitavy, bylo ve 40. letech 19. století vybudováno deset dvojkolejných tunelů, na konci 20. století vznikl jeden jednokolejný tunel. Dva tunely byly v průběhu 20. století zrušeny a nahrazeny zářezy. V současnosti se mezi Brnem a Blanskem nachází devět číslovaných tunelů (č. 1–4, 7, 8/1, 8/2, 9, 10), z nichž tunely č. 8/1 a 8/2 jsou jednokolejné.

## Historie
Stavba železniční trati Brno – Česká Třebová vlastněné Severní státní dráhou byla zahájena na podzim 1843, přičemž realizaci nejsložitějšího úseku mezi Brnem a Blanskem získal ve veřejné soutěži italský podnikatel Felice Tallachini s rozpočtem 283 000 zlatých. Úsek Maloměřice – Blansko vede okrajem Moravského krasu úzkým a skalnatým údolím řeky Svitavy, kde muselo být vybudováno deset tunelů o celkové délce 1 772 m a také 49 mostů. Tunely byly raženy rakouskou tunelovací metodou, místy také klasickým hornickým způsobem, při jejich stavbě zemřelo 22 dělníků. Ačkoliv byl spodek i tunely postaveny pro dvojkolejnou trať, byla zde položena pouze jedna kolej. K zahájení provozu na celé tratí Brno – Česká Třebová došlo 1. ledna 1849. Druhá kolej v úseku mezi Brnem a Letovicemi byla položena v letech 1856–1858.
Od 60. do 90. let 20. století probíhaly na trati předelektrifikační úpravy, které spočívaly v přestavbě tunelů kvůli zvětšení průjezdného průřezu, dva tunely byly dokonce sneseny. Rekonstrukce byly prováděny za provozu s jedinou kolejí v ose tunelu, kolem které bylo postaveno pažení, stará klenba byla odstraněna, tunel rozšířen a postavena nová klenba tvořená kamennými kvádry a betonem. Poté následovala stavba nových betonových portálů. V rámci předelektrifikačních úprav byl na přelomu 80. a 90. let 20. století postaven také nový tunel pod Novým hradem.
V letech 1996–1999 byla celá trať Brno – Česká Třebová elektrifikována a modernizována do podoby prvního železničního koridoru. Hlavním dodavatelem modernizovaného úseku Brno – Skalice nad Svitavou byla firma ŽS Brno, která také realizovala přestavbu prvního tunelu. Kvůli obtížnému přístupu na mnoho částí trati v údolí Svitavy musela být provedena úplná výluka železniční dopravy mezi Brnem a Adamovem (25. března 1996 – 5. prosince 1996) a mezi Adamovem a Blanskem (25. března 1996 – 15. října 1996). Elektrifikaci trati provedla firma Elektrizace železnic Praha, slavnostní zahájení elektrického provozu se uskutečnilo 21. ledna 1999, pravidelný provoz byl zahájen 24. ledna 1999.
V září 2021 započala rozsáhlá rekonstrukce železniční tratě v úseku Maloměřice–Blansko (včetně všech tunelů) částečnou výlukou mezi Adamovem a Blanskem. V tomto úseku byla z provozu vyloučena kolej probíhající Novohradským tunelem č. 8/2. Kvůli náročnosti rekonstrukce tohoto konkrétního tunelu byly započaty stavební práce o 3 měsíce dříve, než byla zahájena úplná výluka na úseku z Brna do Blanska. Ta začala 12. prosince 2021 a trvala do 9. prosince 2022. Kompletní rekonstrukce tratě z Brna do Blanska má být dokončena v roce 2023. Úsek z Maloměřic do Adamova realizovalo sdružení MALADA (společnosti Subterra, Strabag Rail a Elektrizace železnic) za 3,1 miliardy korun, část z Adamova do Blanska sdružení AdaBla (společnosti OHLA ŽS, Firesta-Fišer a Tramo Rail) za 3,2 miliardy korun.

## Tunely

### Blanenský tunel č. 1
Blanenský tunel č. 1, zvaný též Obřanský, se nachází nejblíže centru Brna. Je umístěn v ostrém směrovém oblouku pod skalním výběžkem s přírodní památkou Obřanská stráň na katastru brněnské čtvrti Obřany, poblíž ulice Mlýnské nábřeží (souřadnice: 49°13′32,16″ s. š., 16°39′49,68″ v. d.). Před tunelem přechází trať po mostě řeku Svitavu.
V původní podobě z roku 1849 měl tunel délku 80 m a ve směru od Brna byl osazen reprezentativním empírovým portálem z hladce otesaných bílých lomových kvádrů. Poslední větší opravy tunelu proběhly v roce 1947, v pozdějších letech již musela být kamenná klenba vyztužena ocelovými prstenci, které ještě více omezovaly již tak malý průjezdný průřez. Stal se posledním z Blanenských tunelů, který nebyl ve 20. století upraven, neboť bylo diskutováno jeho odstranění a nahrazení zářezem nebo zachování s přeložením jedné traťové koleje. K těmto návrhům však nedošlo, tunel byl jako samostatná stavba zahrnut do projektu modernizace trati na tranzitní železniční koridor. V průběhu roku 1996 byl za úplného přerušení provozu rozšířen a přestavěn do současné podoby, klenba byla provedena ze stříkaného betonu, portály z litého betonu, byl mírně prodloužen na délku 87,80 m (kilometrická poloha 161,913 – 162,001). Cena přestavby dosáhla částky přibližně 50 milionů korun. Zajímavostí je, že nadloží skalnatého výběžku kryje betonovou tunelovou rouru pouze zčásti.
Cenný brněnský empírový portál byl při přestavbě tunelu v roce 1996 byl rozebrán na jednotlivé očíslované kvádry a bylo v plánu jej někde opětovně postavit, což byla podmínka památkářů. Dosud však není jasné místo jeho vztyčení a účel. Navrhováno bylo druhotné osazení portálu do jiného tunelu, monument v areálu Vaňkovky nebo oblouk s hodinami. V rozebraném stavu se nadále nachází u kolejiště v Babické ulici v Maloměřicích. Byl památkově chráněn, ovšem v roce 2020 Ministerstvo kultury České republiky rozhodlo, že zápis objektu do státního seznamu kulturních památek z roku 1989 proběhl opožděně, takže památková ochrana skončila 31. prosince 1987. Národní památkový ústav jej řadil mezi nejohroženější nemovité památky. Při revizi v roce 2010 zjistil jeho majitel, Správa železniční dopravní cesty, že na místě jsou stále téměř všechny díly portálu.

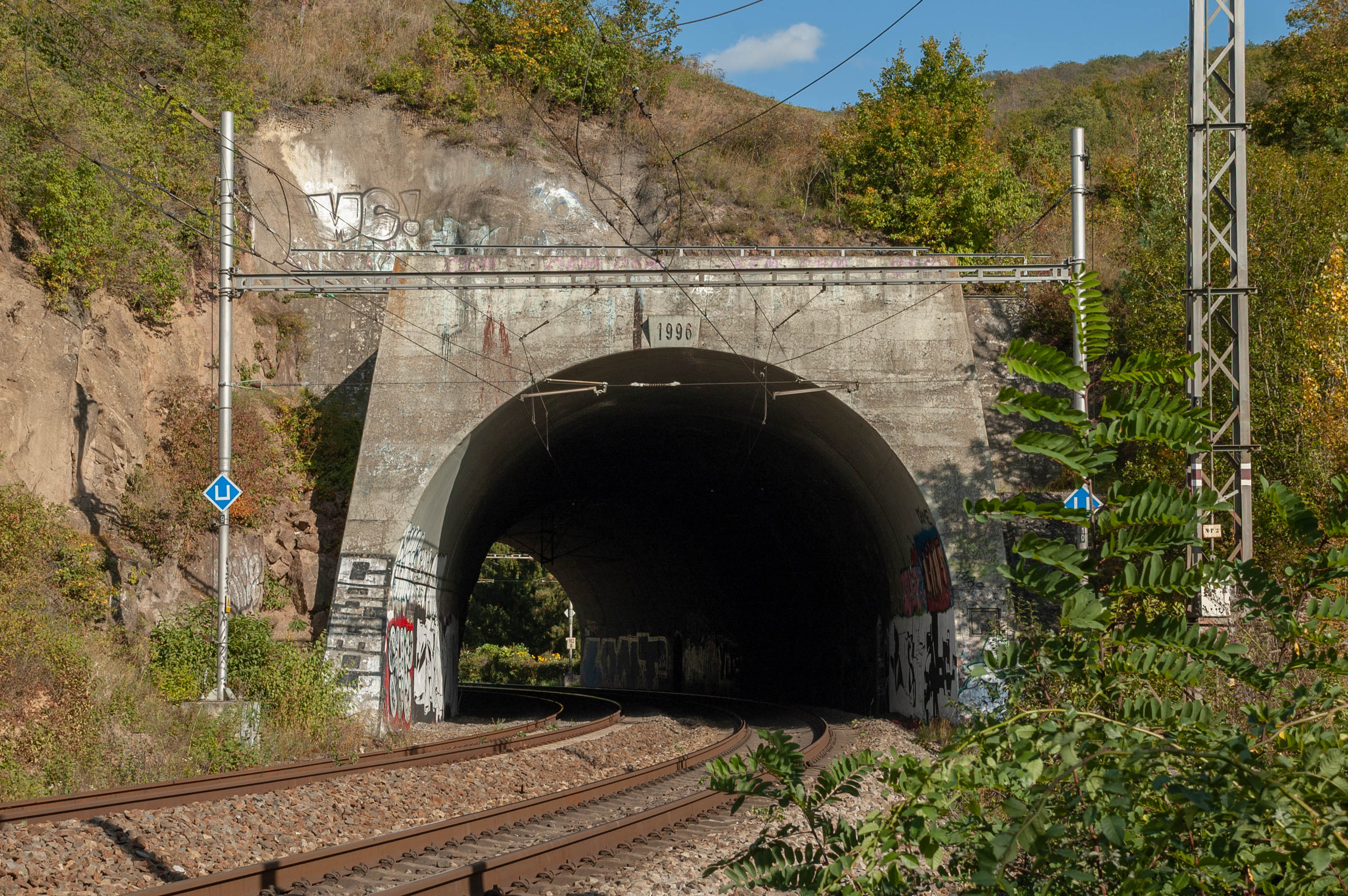
Západní portál tunelu č. 1
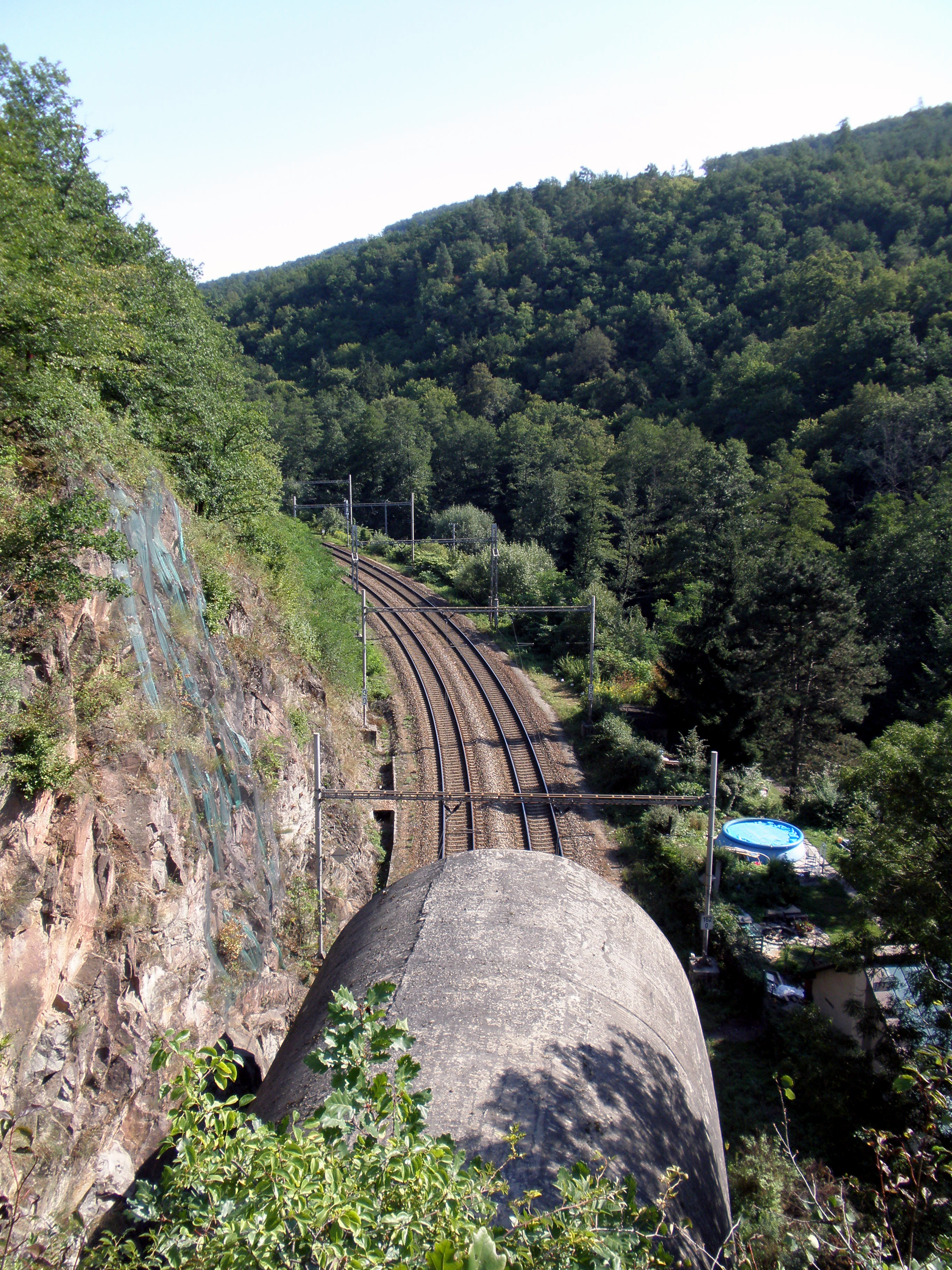
Východní portál tunelu č. 1
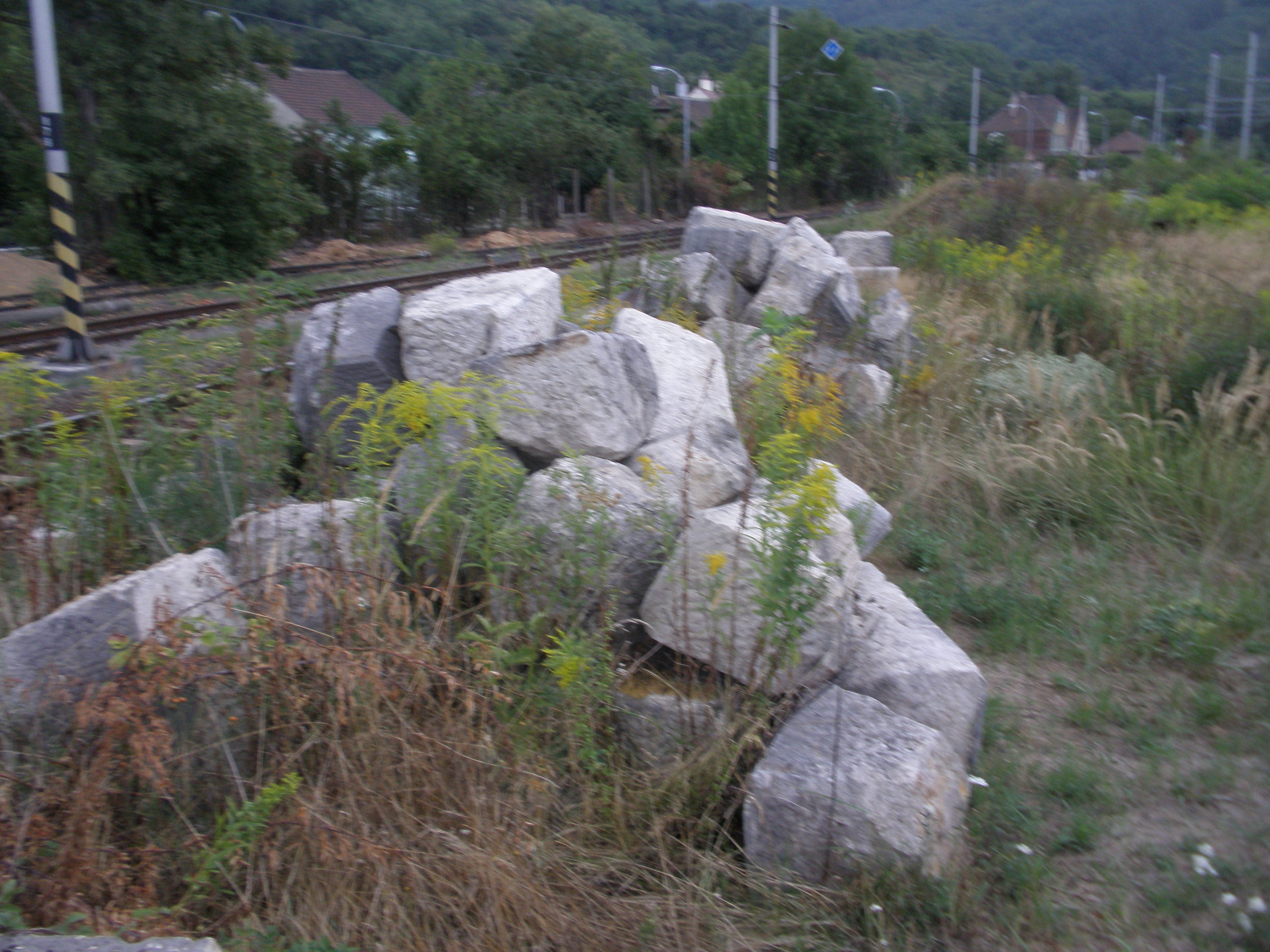
Rozebraný původní portál tunelu č. 1
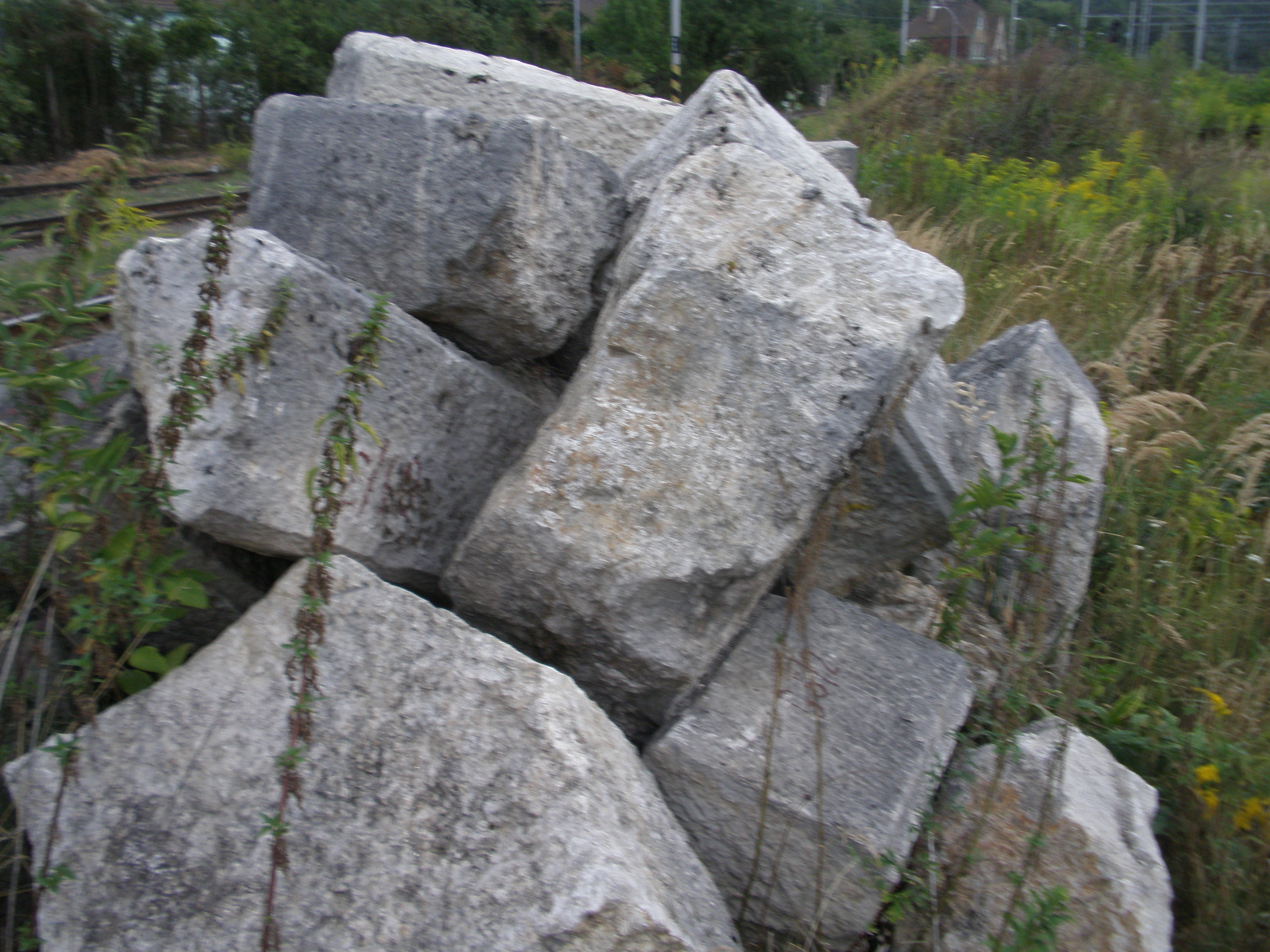
Rozebraný původní portál tunelu č. 1
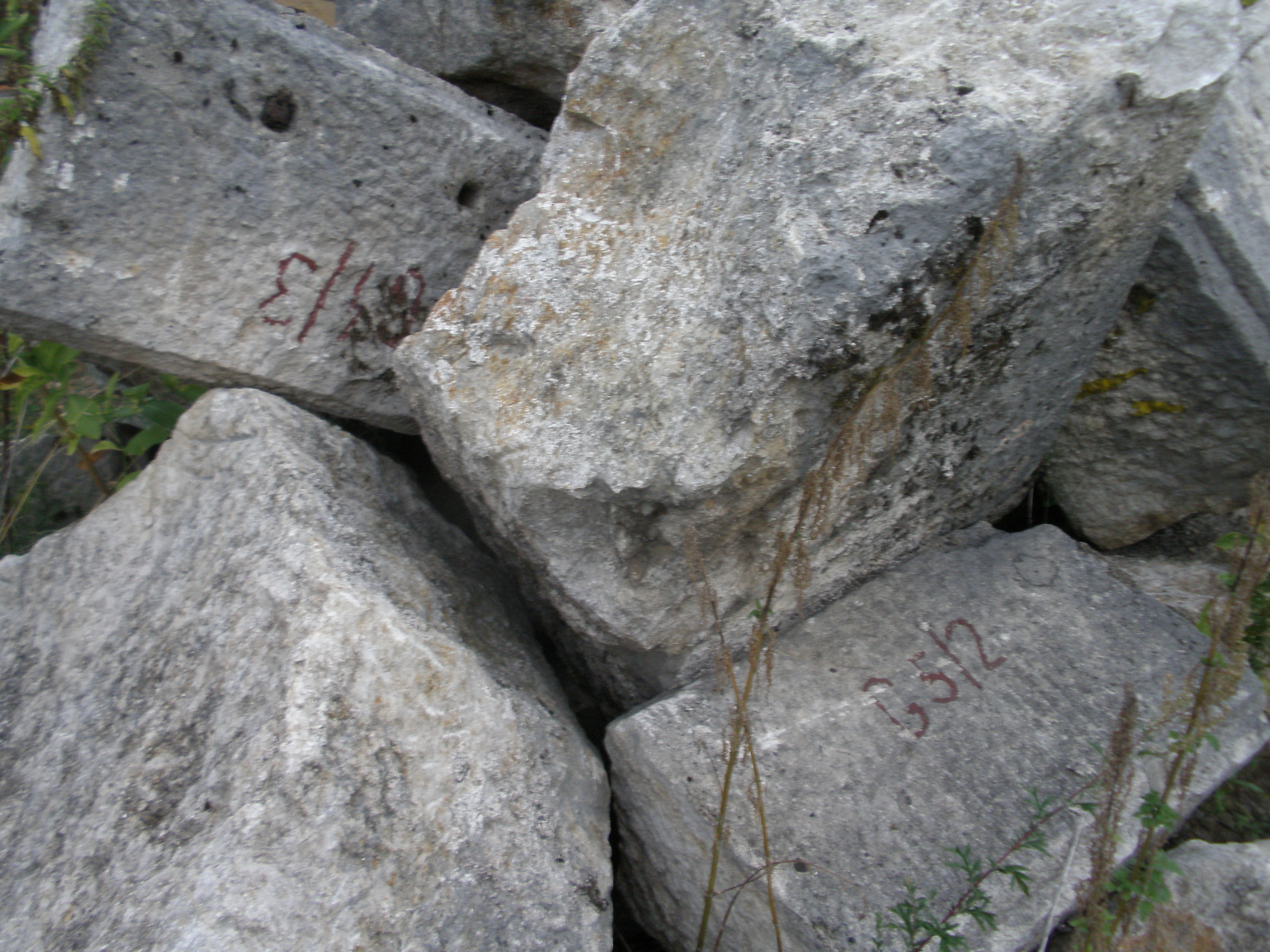
Detailní pohled na očíslované kvádry

### Blanenský tunel č. 2
Blanenský tunel č. 2, zvaný též Bílovický, se nachází ve směrovém oblouku mezi Brnem a Bílovicemi nad Svitavou, na katastrálním území Obřan (kilometrická poloha 162,865 – 163,029, souřadnice: 49°13′59,16″ s. š., 16°40′13,44″ v. d.). Ve směru do Blanska na něj navazuje most přes Svitavu, v okolí se nalézá chatová osada v údolí Svitavy a zřícenina hradu Obřany nad vyústěním Těsnohlídkova údolí. Je dlouhý 164,50 m.
Jeho rekonstrukce a rozšíření za provozu proběhla v letech 1992–1996 společně s navazujícím mostem a se stavbou nového mostu u tunelu č. 1.

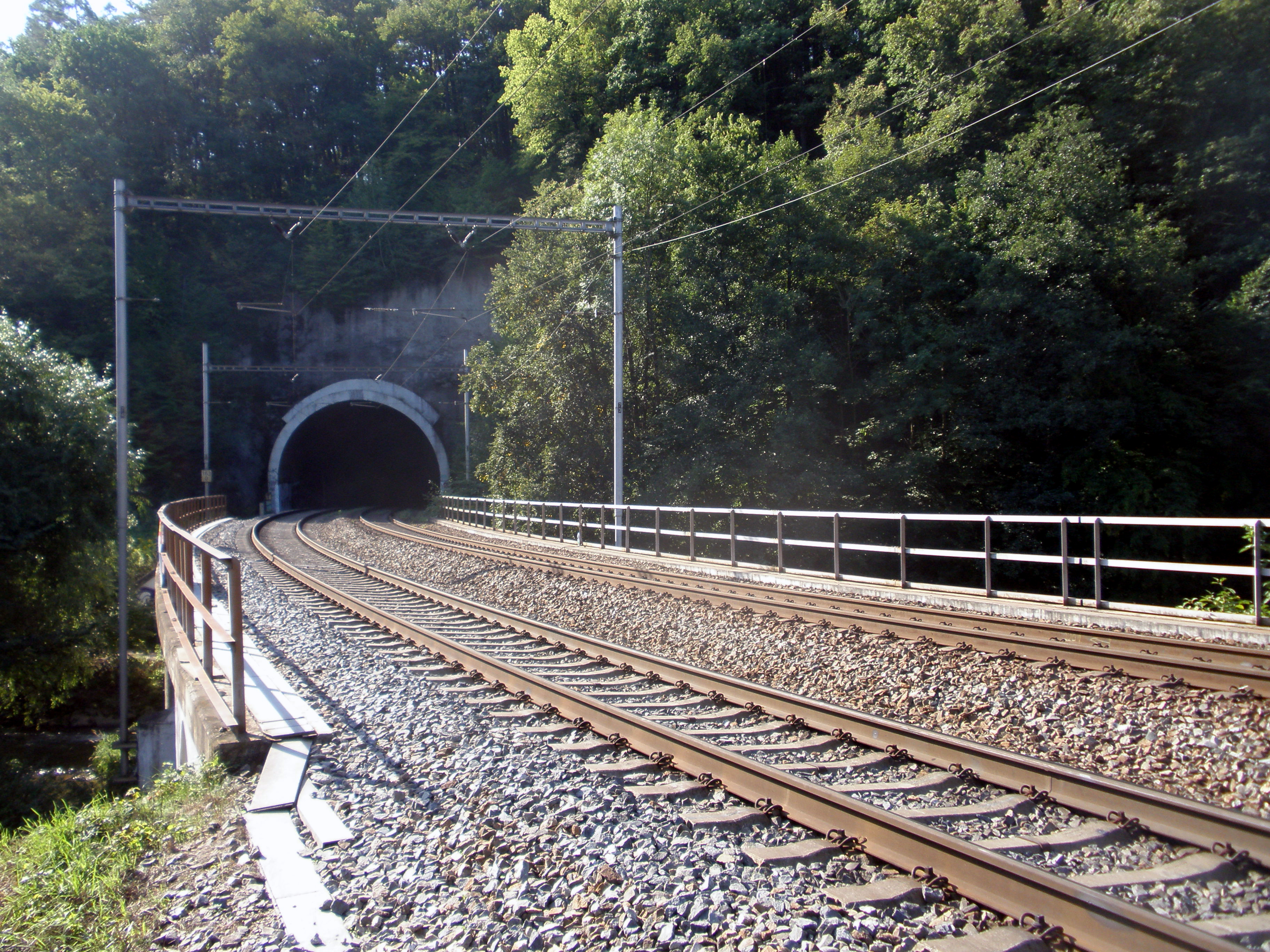
Severní portál tunelu č. 2
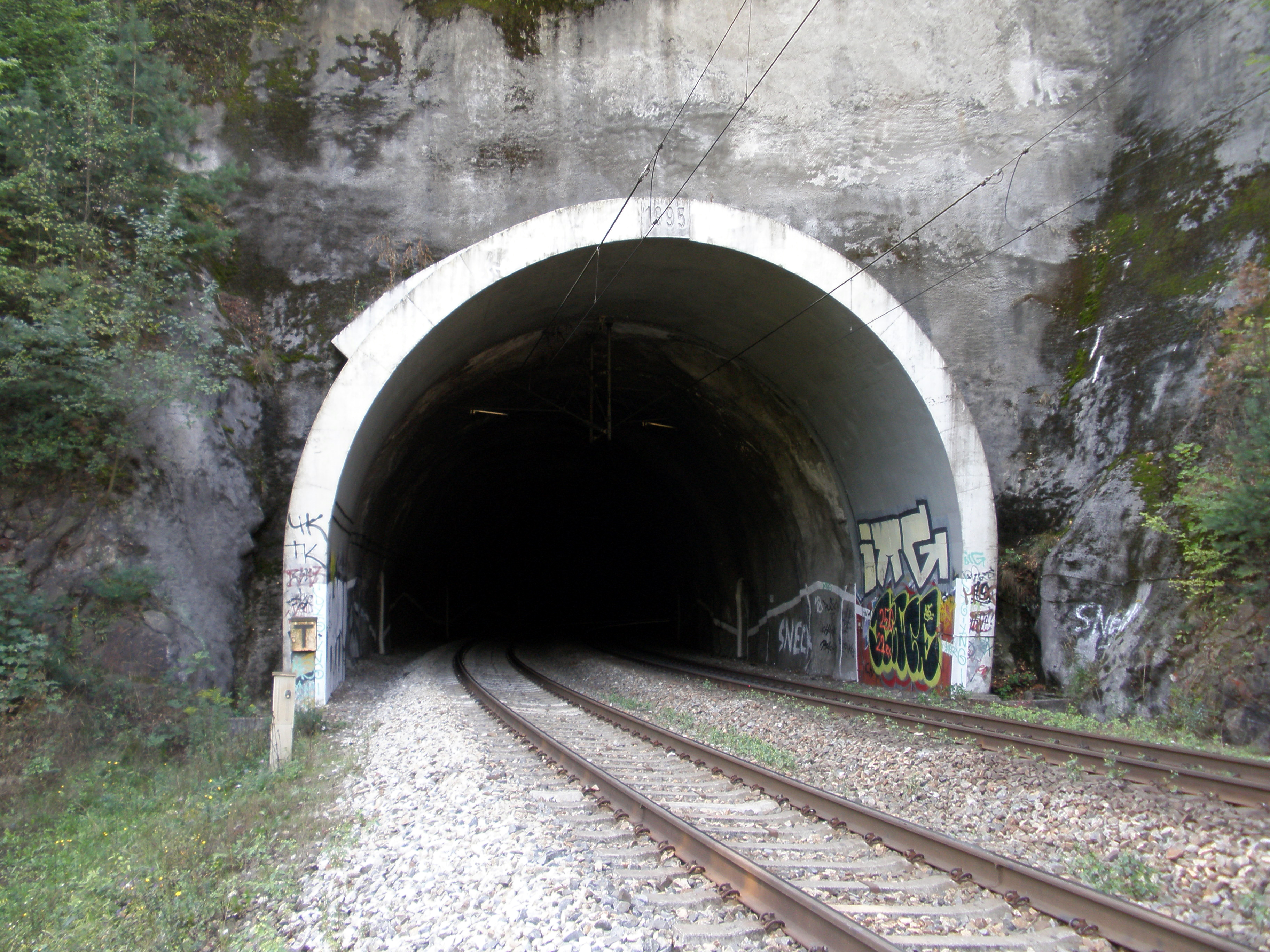
Severní portál tunelu č. 2

### Blanenský tunel č. 3
Blanenský tunel č. 3, zvaný taktéž Bílovický, se nachází na katastru Bílovic nad Svitavou, přibližně 2,5 km severně od centra obce, pod přírodní rezervací Malužín (kilometrická poloha 167,599 – 167,876, souřadnice: 49°16′13,44″ s. š., 16°39′56,16″ v. d.). Ve směru do Blanska na něj navazuje most přes Svitavu a silnici II/374, poblíž se rozkládá chatová osada. Je dlouhý 276,13 m.
Předelektrifikační úpravy tunelu probíhaly na přelomu 60. a 70. let 20. století.

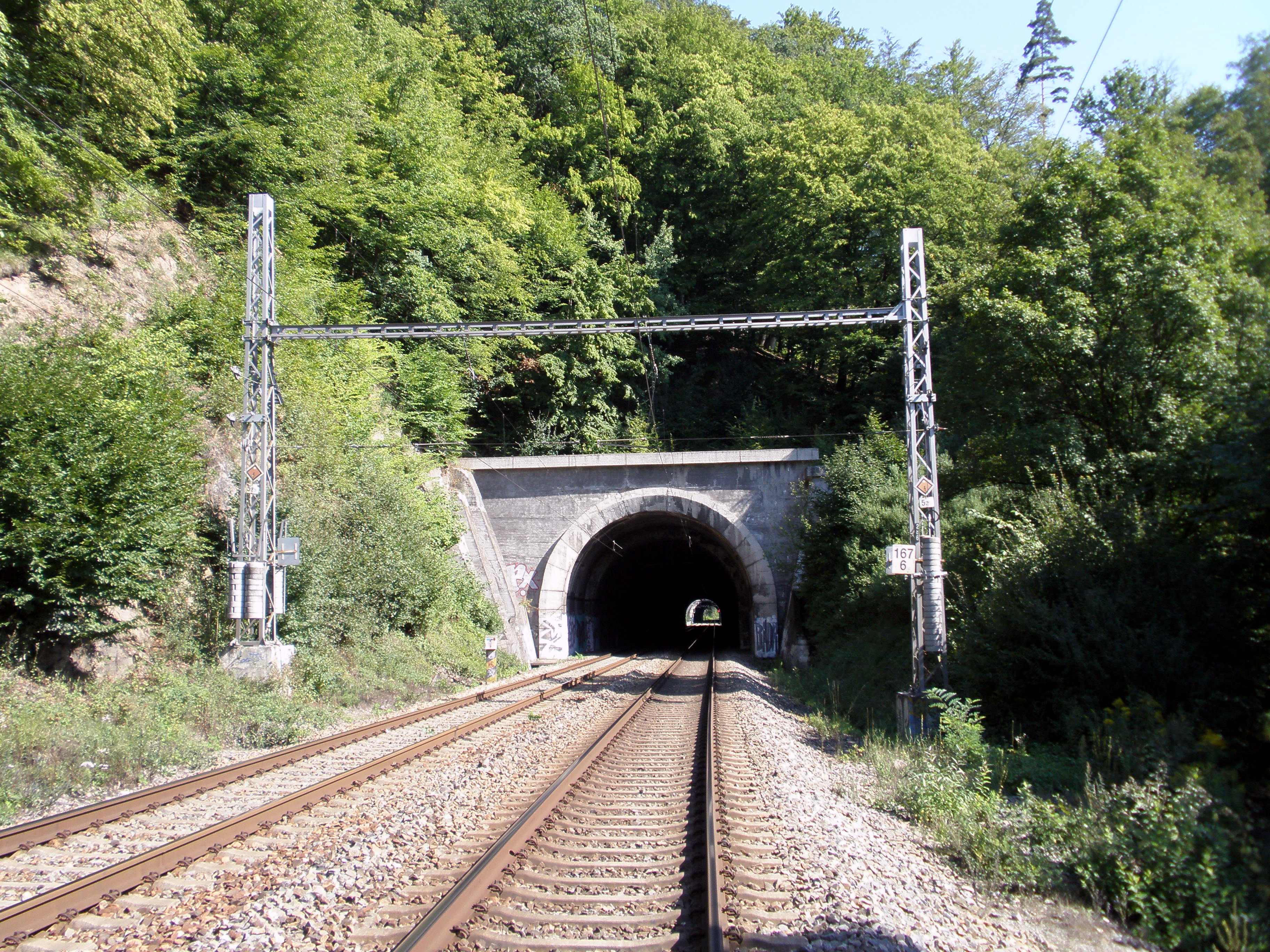
Jižní portál tunelu č. 3
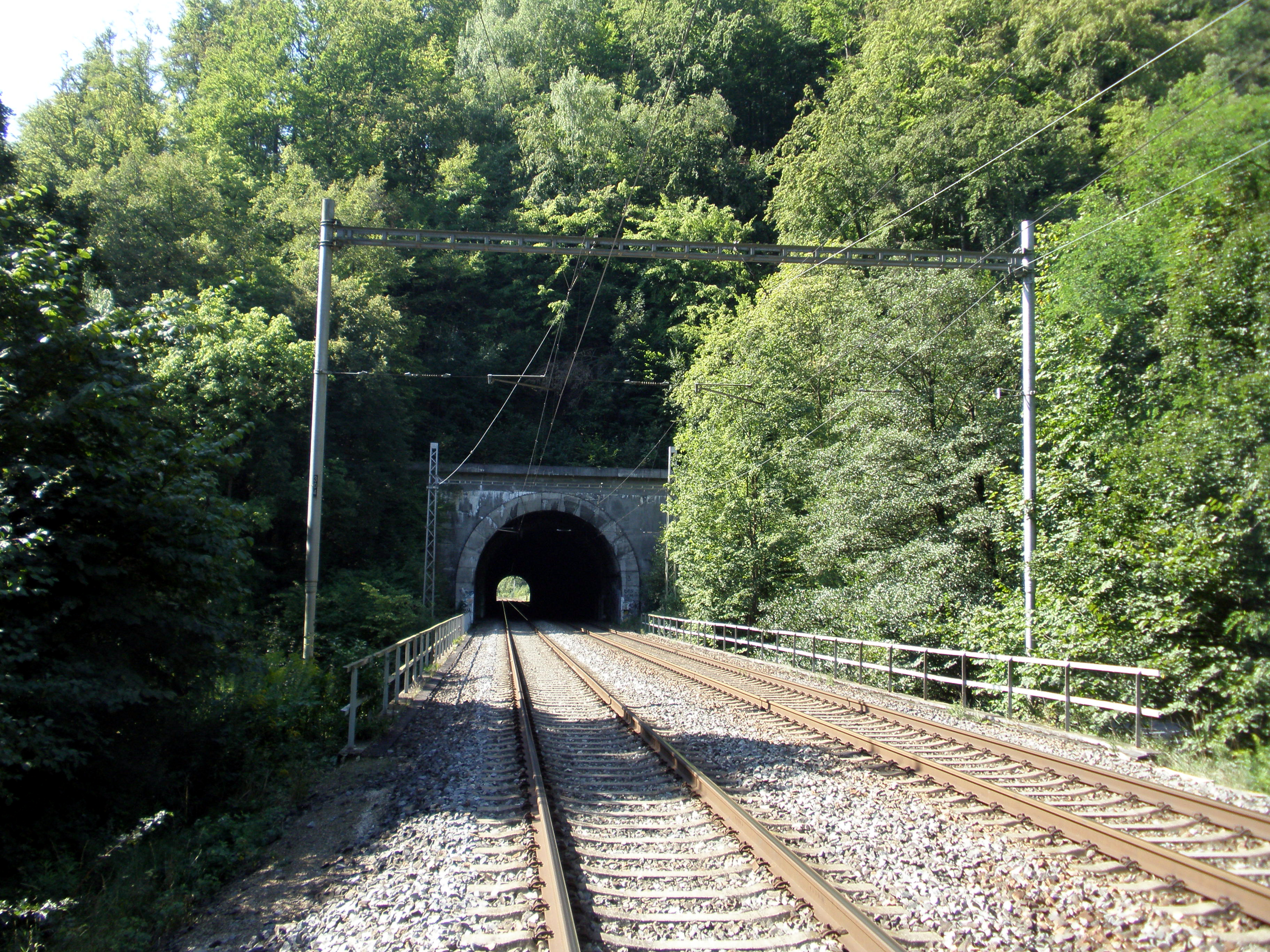
Severní portál tunelu č. 3

### Blanenský tunel č. 4
Blanenský tunel č. 4, zvaný taktéž Bílovický, se nachází poblíž železniční zastávky Babice nad Svitavou, na katastrálním území stejnojmenné obce, u bývalé léčebny dlouhodobě nemocných (kilometrická poloha 168,027 – 168,271, souřadnice: 49°16′23,88″ s. š., 16°40′5,16″ v. d.). Od tunelu č. 3 jej dělí pouze most přes Svitavu a silnici II/374. Je dlouhý 244,00 m.
Předelektrifikační úpravy tunelu probíhaly na přelomu 60. a 70. let 20. století. Dne 10. září 1968 při nich došlo k závalu celého profilu zvětralým kamenem, takže provoz zde musel být dočasně přerušen do doby odstranění závalu.

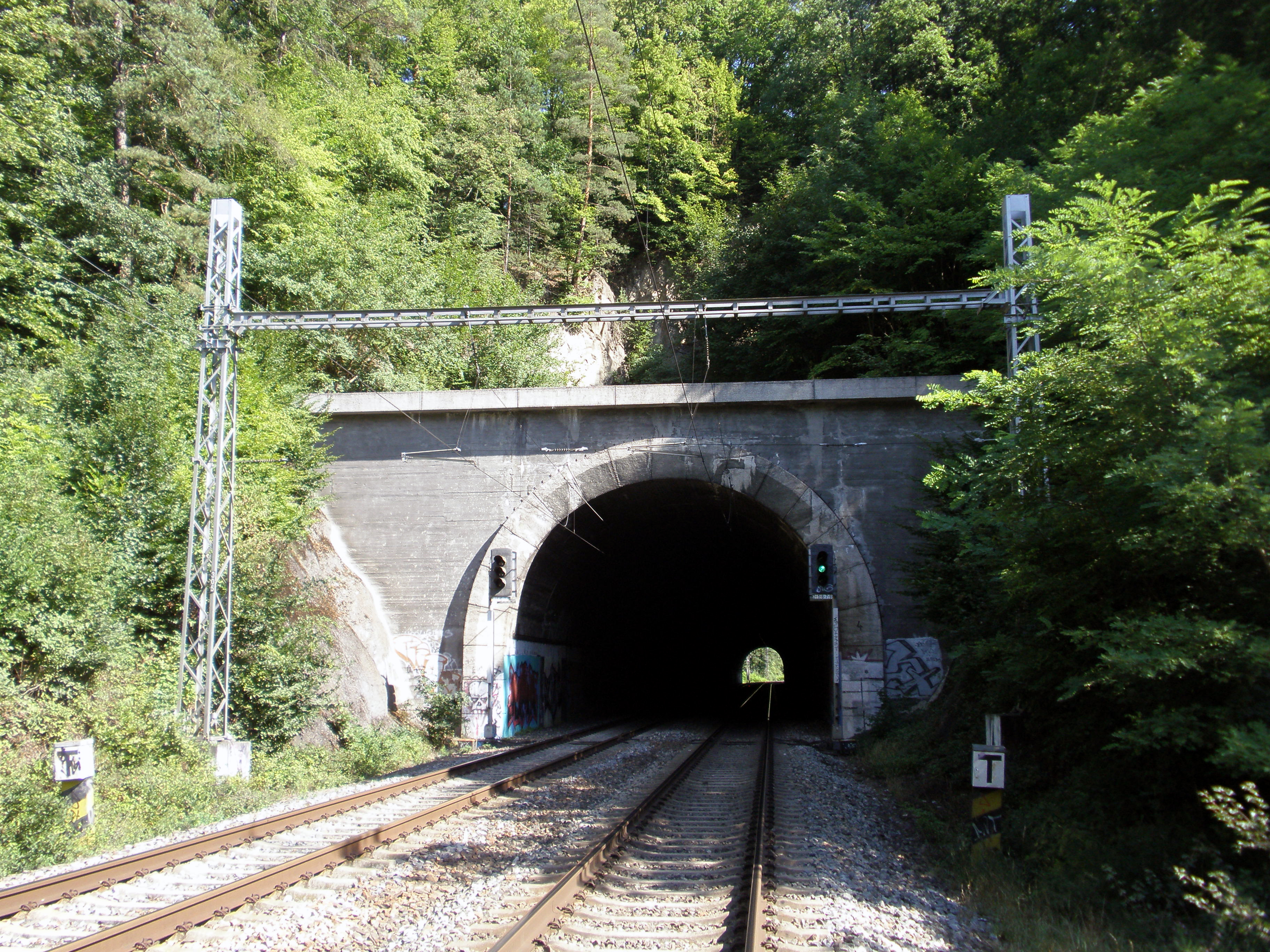
Jižní portál tunelu č. 4
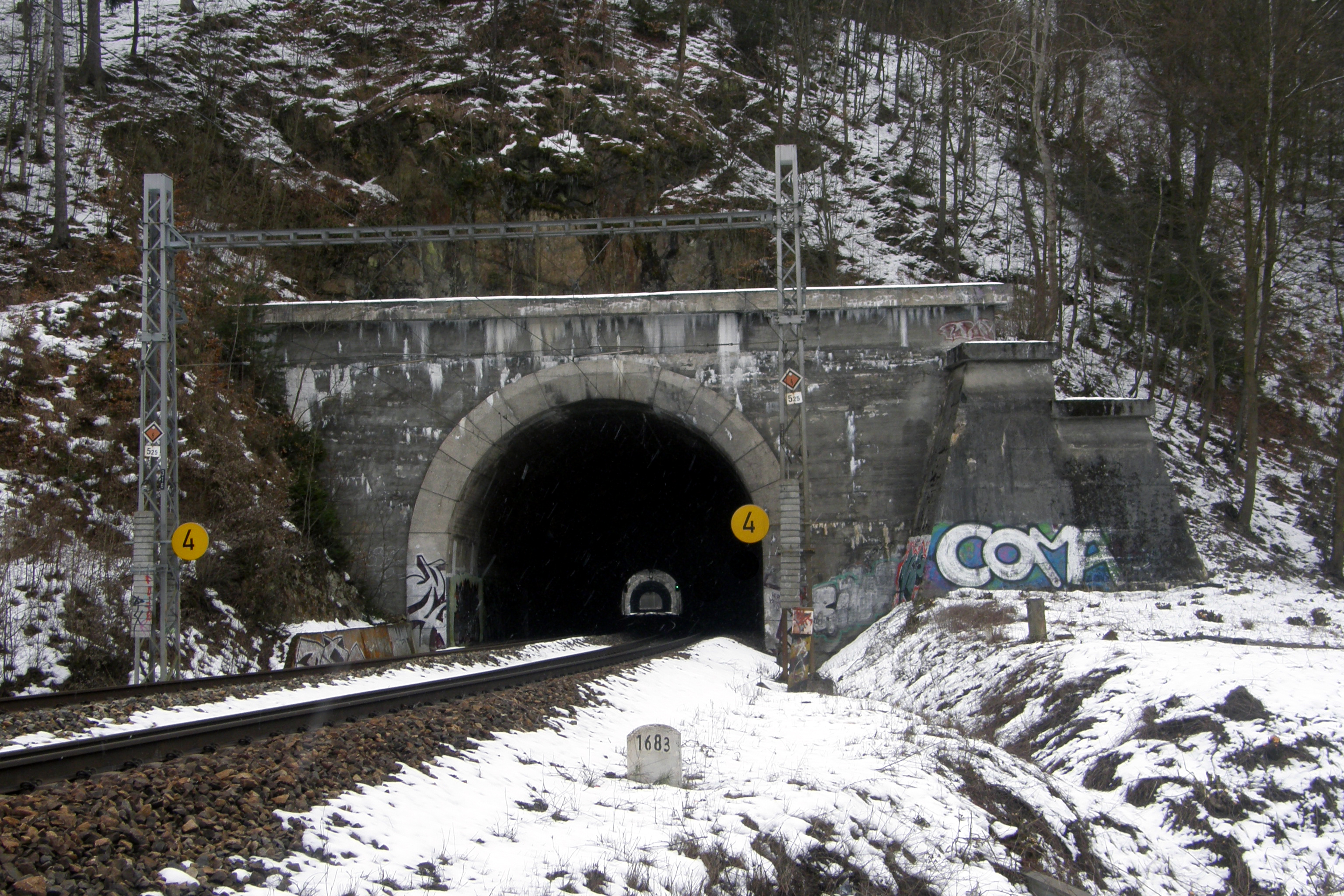
Severní portál tunelu č. 4

### Blanenský tunel č. 5
Blanenský tunel č. 5, zvaný též Ronovský, se nacházel poblíž železniční zastávky Babice nad Svitavou, na katastrálním území Bílovic nad Svitavou (kilometrická poloha přibližně 169,1 – 169,2, souřadnice: 49°16′45,48″ s. š., 16°40′28,92″ v. d.), pod hřebenem Dlouhých vrchů, kde se nalézá zřícenina hradu Ronova. Před bývalým tunelem, ve směru od Brna, překračuje železniční trať po mostě Svitavu a silnici II/374. Byl dlouhý 86 m.
Při předelektrifikačních pracích v letech 1972–1974 byl snesen a nahrazen zářezem.

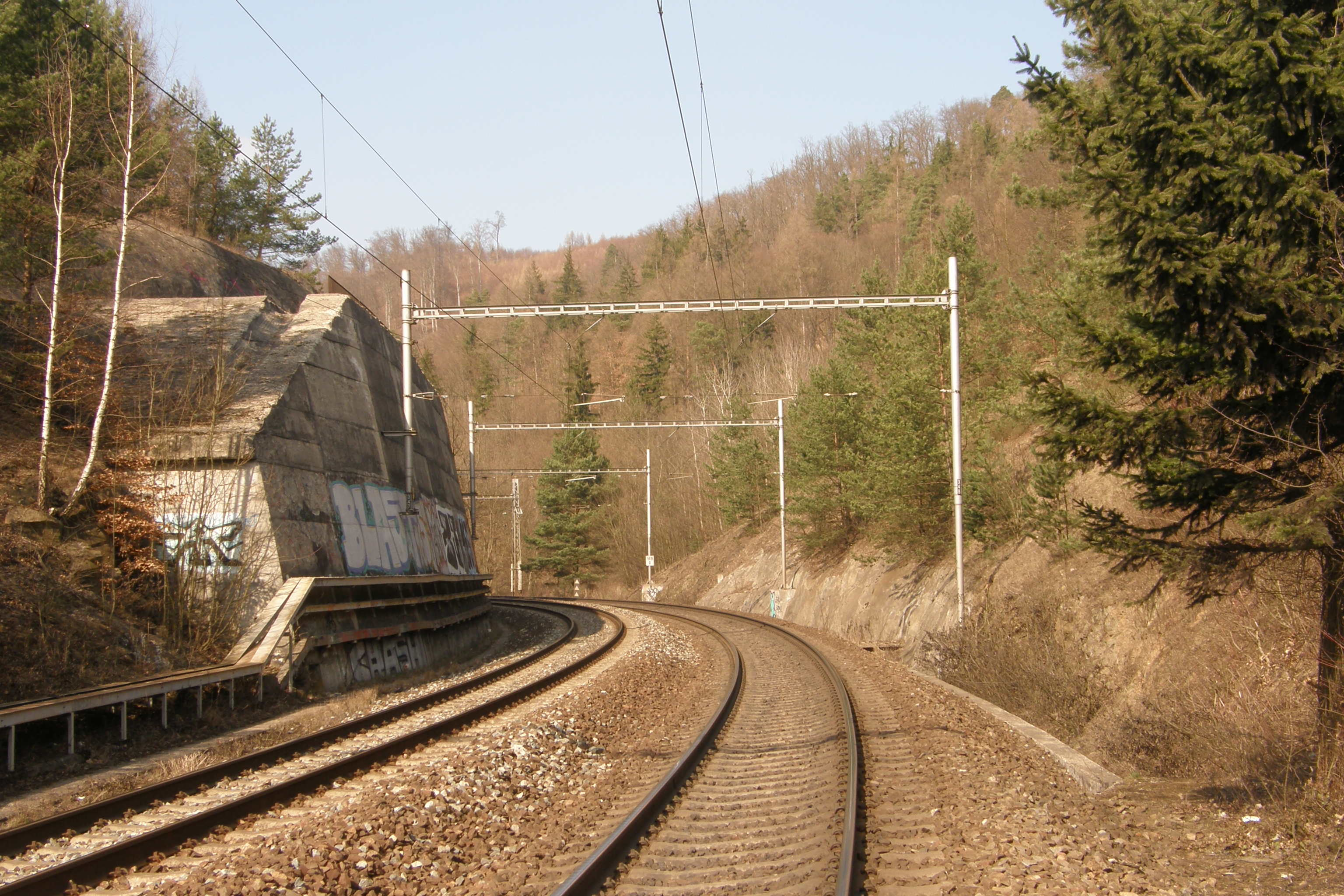
Zářez, který nahradil tunel č. 5

### Blanenský tunel č. 6
Blanenský tunel č. 6, zvaný též Adamovský, se nacházel nedaleko adamovské čistírny odpadních vod, na katastru Babic nad Svitavou (kilometrická poloha přibližně 169,8 – 169,9, souřadnice: 49°17′11,04″ s. š., 16°40′7,68″ v. d.). Z obou stran bývalého tunelu jsou železniční mosty přes Svitavu a silnici II/374. Byl dlouhý 67 m.
Při předelektrifikačních pracích v letech 1982–1986 byl snesen a nahrazen zářezem.

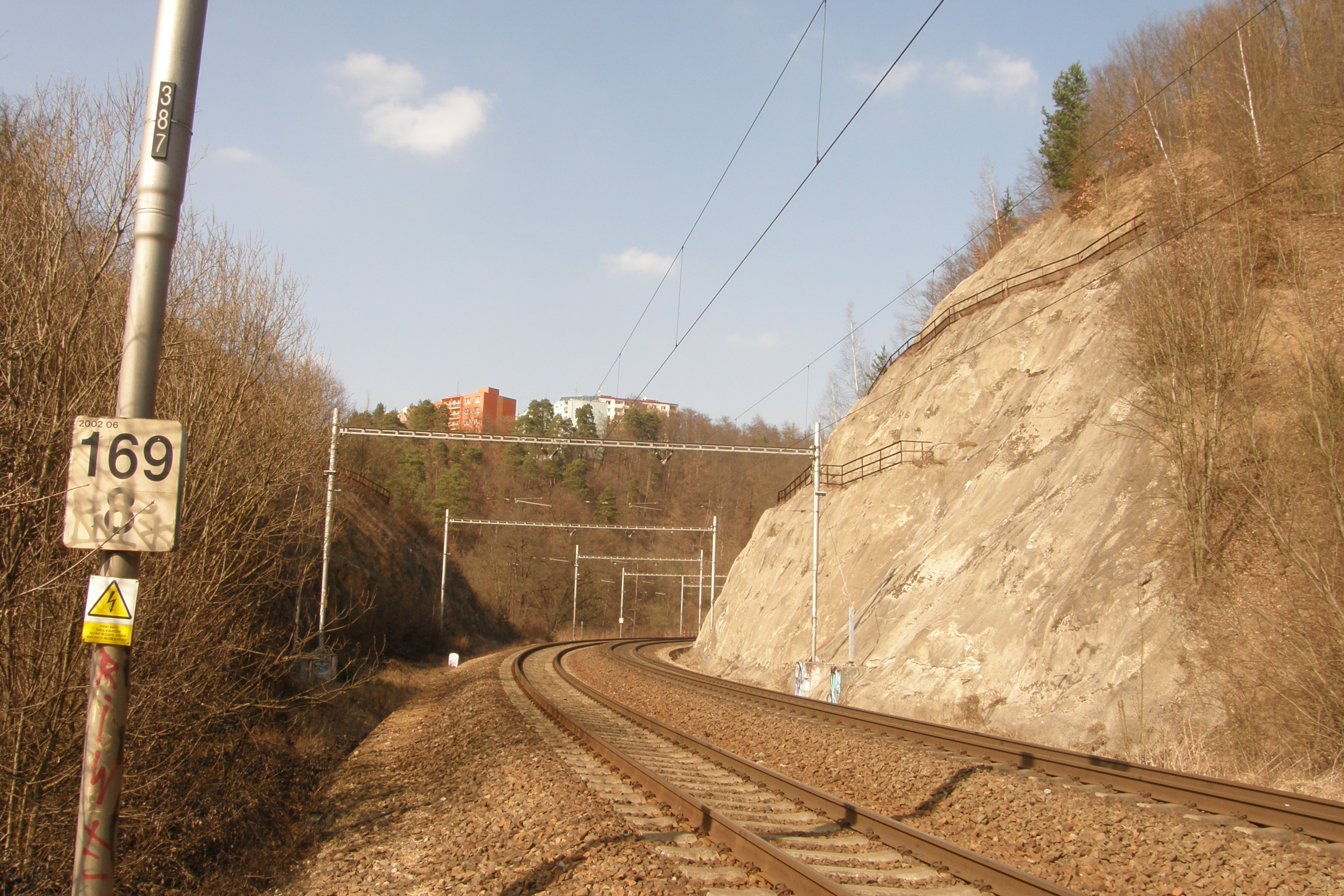
Zářez, který nahradil tunel č. 6

### Blanenský tunel č. 7
Blanenský tunel č. 7, zvaný taktéž Adamovský, se nachází u konce areálu Adamovských strojíren, na katastru Adamova, pod přírodní rezervací Jelení skok (kilometrická poloha 173,586 – 173,421, souřadnice: 49°18′34,92″ s. š., 16°38′30,12″ v. d.). Je dlouhý 165,00 m.
Předelektrifikační úpravy tunelu probíhaly na přelomu 70. a 80. let 20. století.

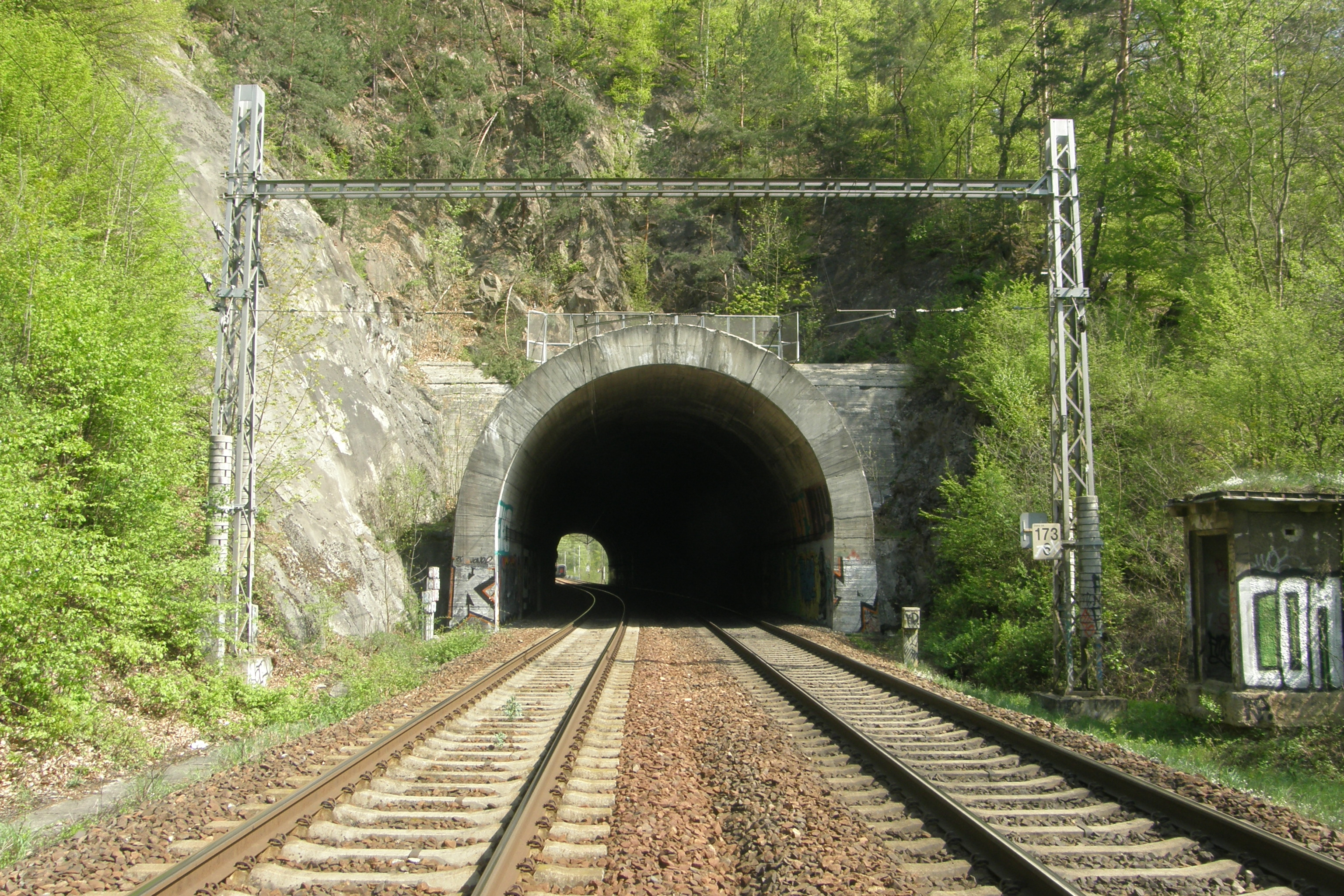
Jižní portál tunelu č. 7

### Blanenský tunel č. 8/1
Blanenský tunel č. 8/1 (původně č. 8), zvaný též Novohradský, se nachází v katastrálním území obce Olomučany (kilometrická poloha 175,192 – 175,685, souřadnice: 49°19′28,92″ s. š., 16°38′26,88″ v. d.), pod masivem Starého hradu s přírodní rezervací U Nového hradu, na jehož vrcholové partii se nalézá Starý a Nový hrad. Před třebovským portálem je postaven nadjezd se silnicí II/379 a dále železniční most přes Svitavu. Je nejdelší z původních Blanenských tunelů, dosahuje délky 493,56 m.
Protože by rozšíření tunelu za provozu bylo vzhledem k jeho délce mimořádně náročně, byl zachován v původní podobě a na začátku 90. let 20. století rekonstruován na jednokolejný s traťovou kolejí v ose tunelu. Východně od něj byl vyražen nový tunel č. 8/2. Díky tomu má jako jediný zachované původní kamenné portály z poloviny 19. století. Byl památkově chráněn, ovšem v roce 2020 Ministerstvo kultury České republiky rozhodlo, že zápis objektu do státního seznamu kulturních památek z roku 1989 proběhl opožděně, takže památková ochrana skončila 31. prosince 1987.

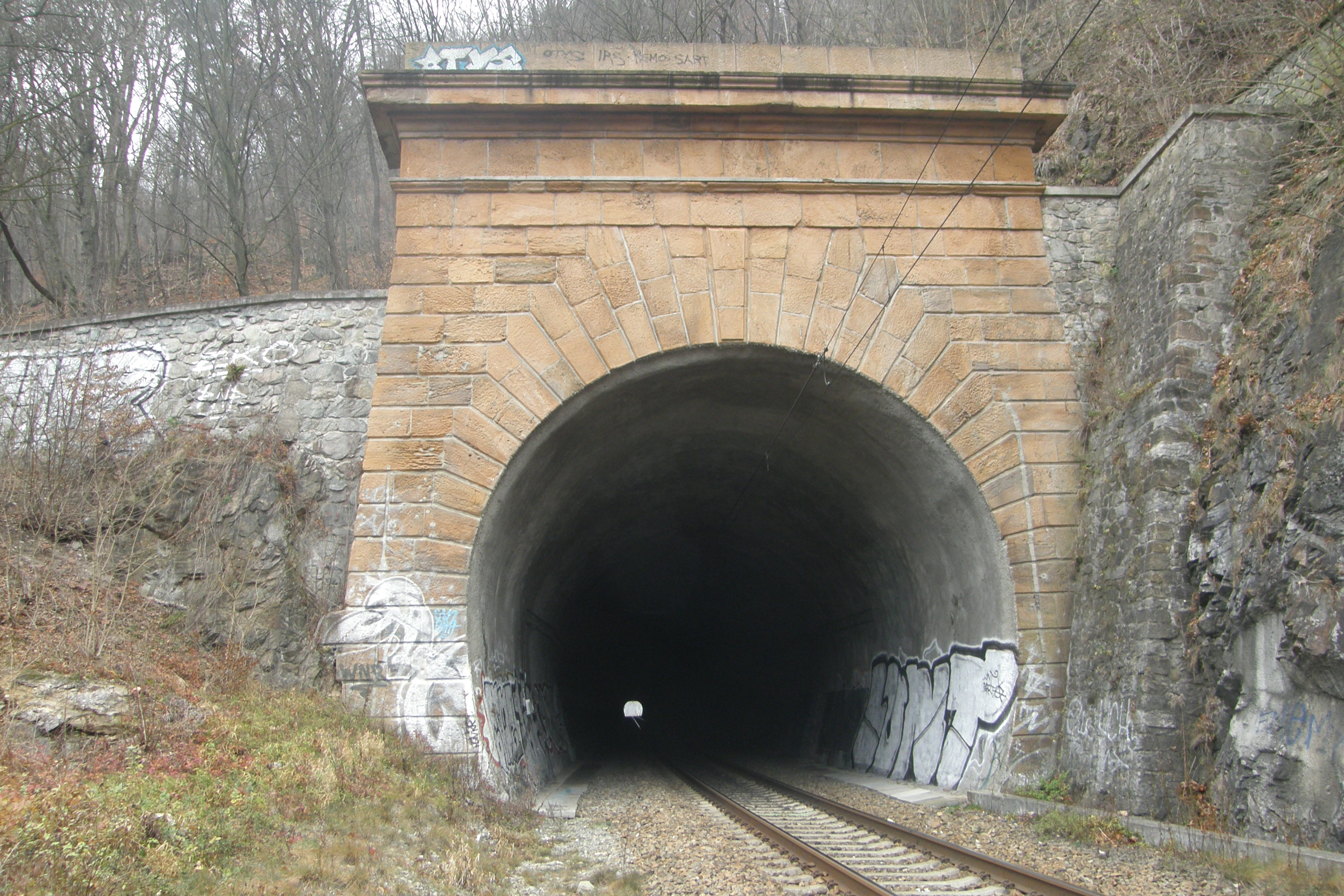
Jižní portál tunelu č. 8/1

### Blanenský tunel č. 8/2
Blanenský tunel č. 8/2, zvaný též Nový Novohradský, se nachází v katastrálním území obce Olomučany, východně od tunelu č. 8/1 (kilometrická poloha 175,133 – 175,689, souřadnice: 49°19′28,92″ s. š., 16°38′29,04″ v. d.). Před třebovským portálem je postaven nadjezd se silnicí II/379 a dále železniční most přes Svitavu. Je nejdelší z Blanenských tunelů, má délku 556,71 m.
Je nejnovější z Blanenských tunelů, postaven byl Vojenskými stavbami Praha na začátku 90. let 20. století, neboť přestavba a rozšíření sousedního tunelu č. 8/1 by byla velice náročná. Jako jediný z tunelů v údolí Svitavy je stavebně jednokolejný, má průměr 7,8 m. V roce 1988 byla v jeho trase vyražena průzkumná štola, ražba samotného tunelu prstencovou metodou začala v únoru 1990, zprovozněn byl 19. listopadu 1992.
V září 2021 započala rozsáhlá rekonstrukce úseku z Brna do Blanska částečnou výlukou koleje procházející tunelem č. 8/2.[zdroj⁠?!] Při rekonstrukci byla v tunelu zajištěna vodotěsnost stěn. Při stavbě tunelu totiž nebyla provedena jeho hydroizolace a jeho necelý osmimetrový průměr nedovoloval dodatečné umístění další vrstvy. Proto bylo během rekonstrukce demontováno ostění tunelu, který byl rozšířen o přibližně půl metru. Následně byla instalována hydroizolační vrstva a na ni přišla ocelová forma s hladkým betonem s kabelovody a drenážemi. Jelikož tunel prochází skalním masivem, byly zde při rozšiřování průřezu tunelu prováděny trhací práce. Dne 27. října 2021 požehnal blanenský farář P. Jiří Kaňa sošku svaté Barbory z lipového dřeva umístěnou u tubusu tunelu, kterou vyrobil řezbář Jaroslav Mieres ze slovenské Žiliny.

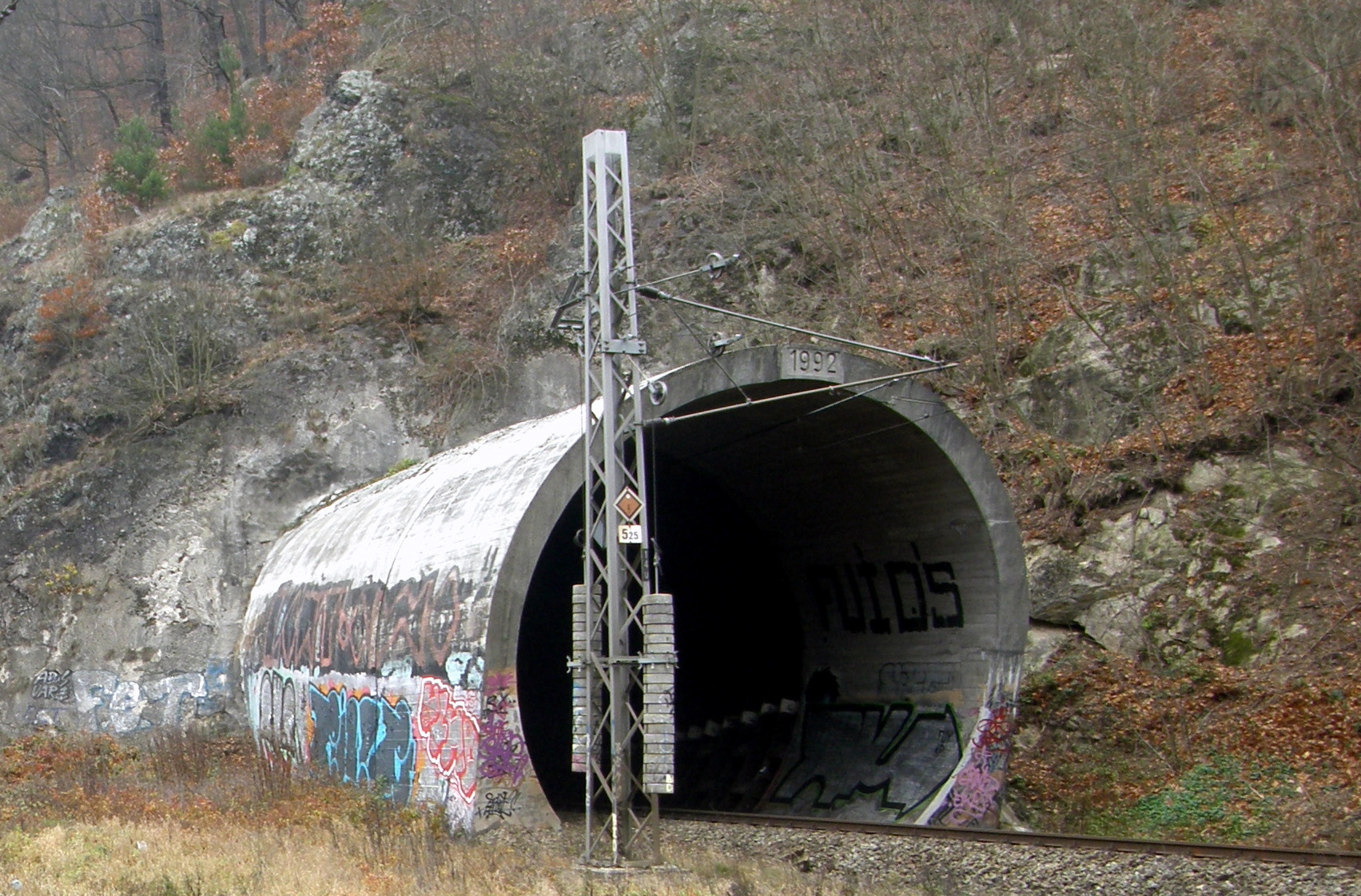
Jižní portál tunelu č. 8/2
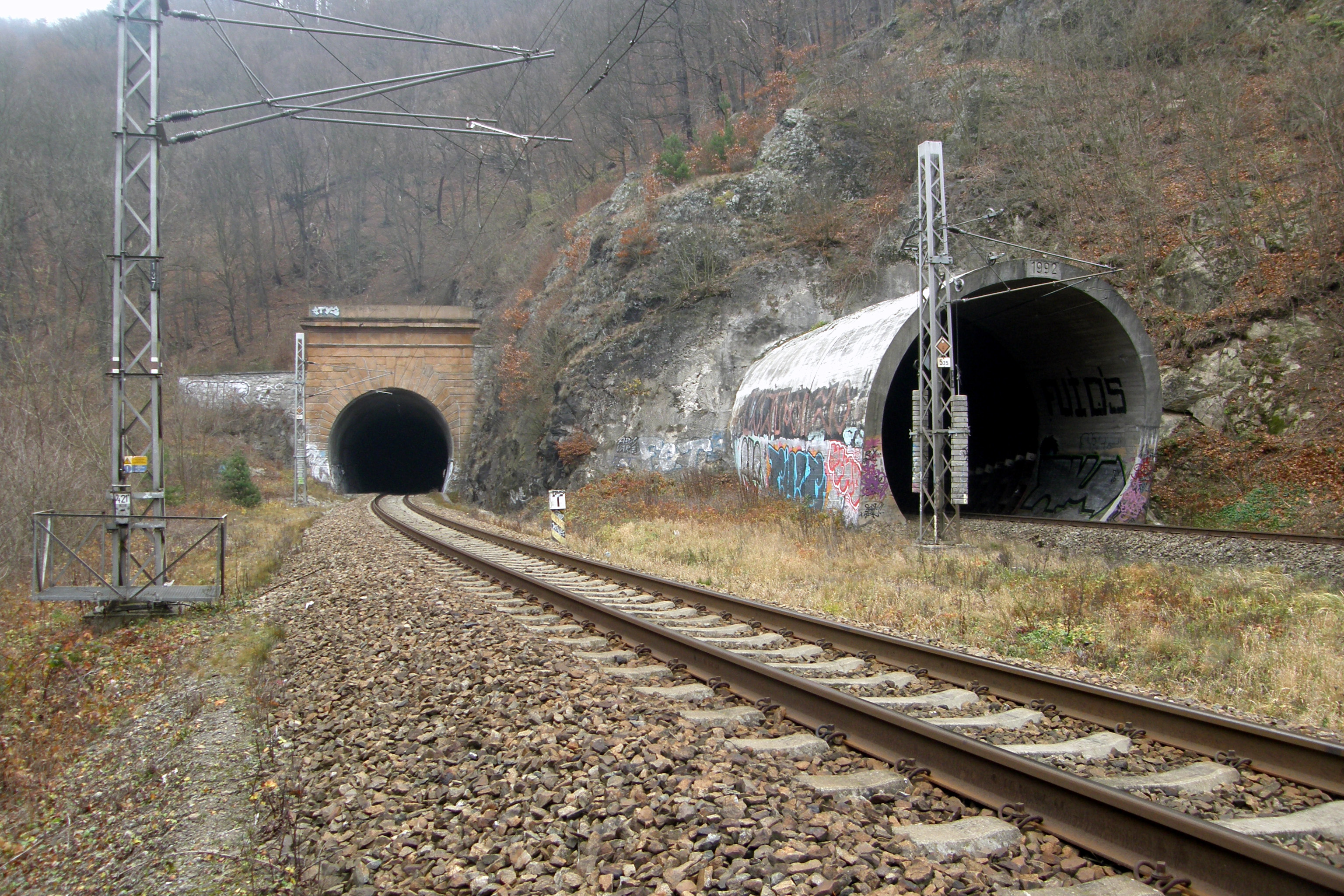
Pohled na jižní portály tunelů č. 8/1 (vlevo) a 8/2 (vpravo)
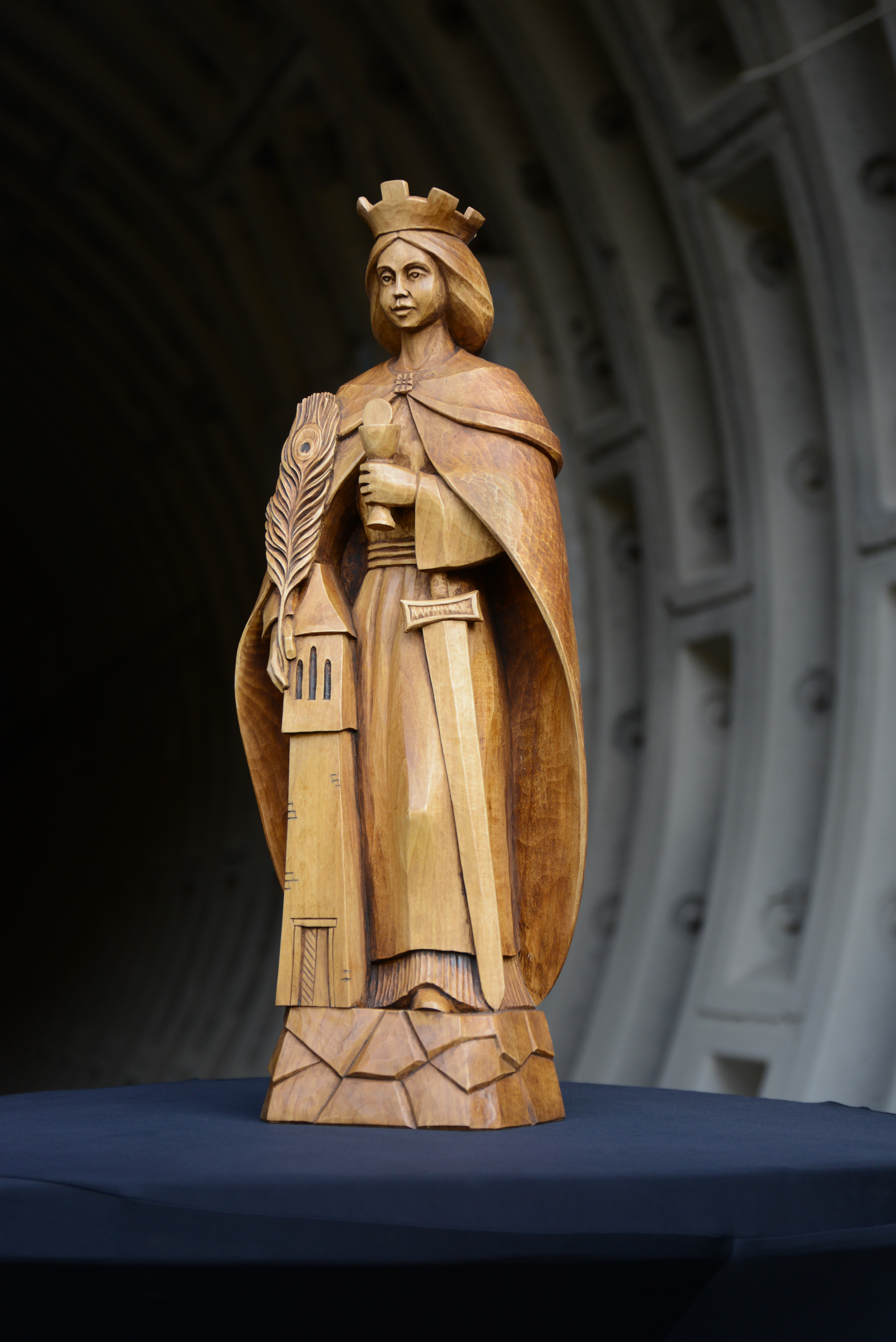
Soška svaté Barbory

### Blanenský tunel č. 9
Blanenský tunel č. 9, zvaný též U Čertova hrádku, se nachází pod skalnatým výběžkem na katastru blanenské čtvrti Olešná, naproti Čertovu hrádku přes Svitavu (kilometrická poloha 176,719 – 177,046, souřadnice: 49°20′13,56″ s. š., 16°38′48,48″ v. d.). Je dlouhý 327,30 m.

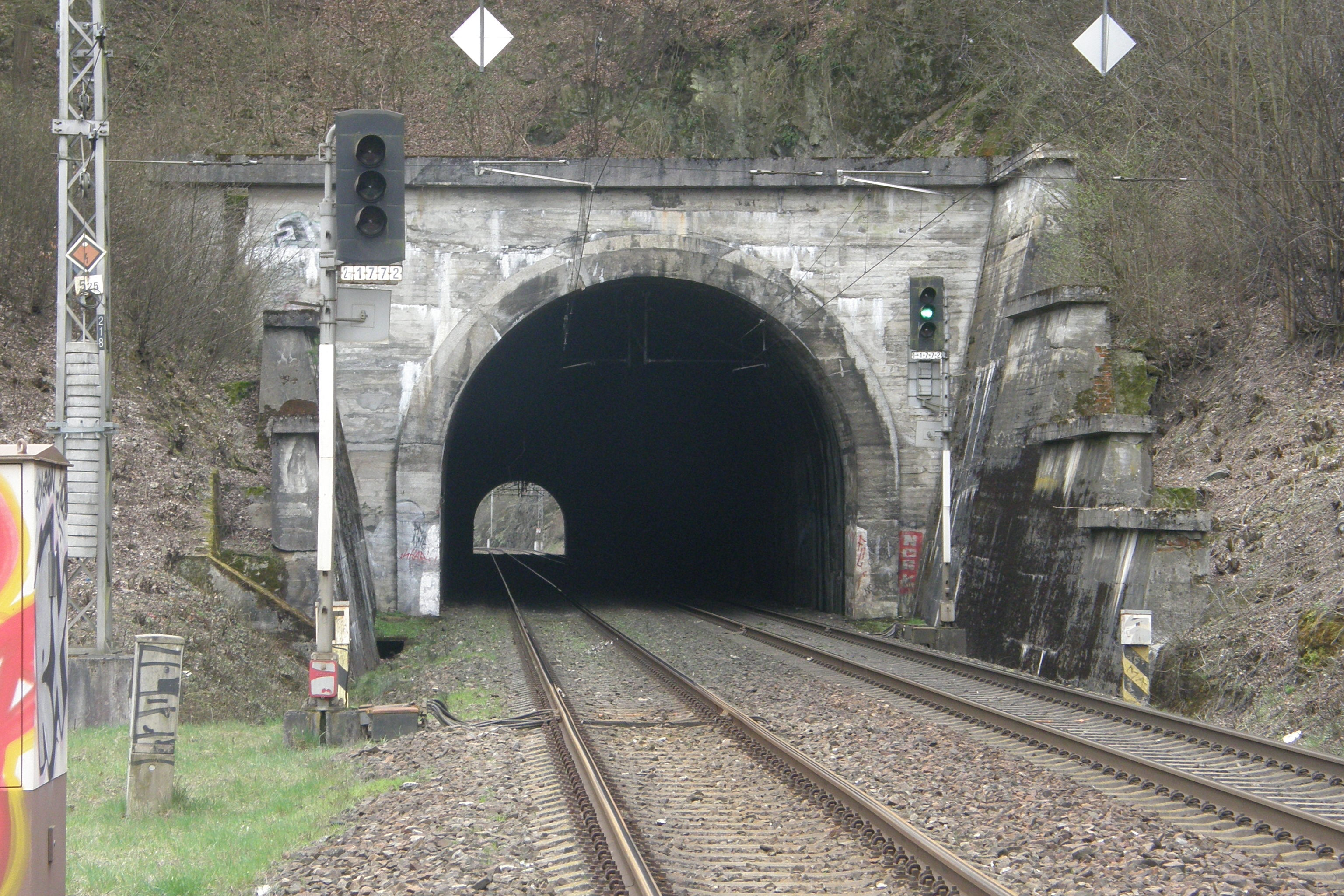
Severní portál tunelu č. 9

### Blanenský tunel č. 10
Blanenský tunel č. 10 se nachází nedaleko tunelu č. 9, na katastru Olešné, u chatové osady Bačina (kilometrická poloha 177,294 – 177,397, souřadnice: 49°20′26,52″ s. š., 16°38′57,48″ v. d.). Je dlouhý 103,00 m.
V dubnu 1866 došlo ke zřícení klenby tunelu, takže zde musel být dočasně přerušen provoz.

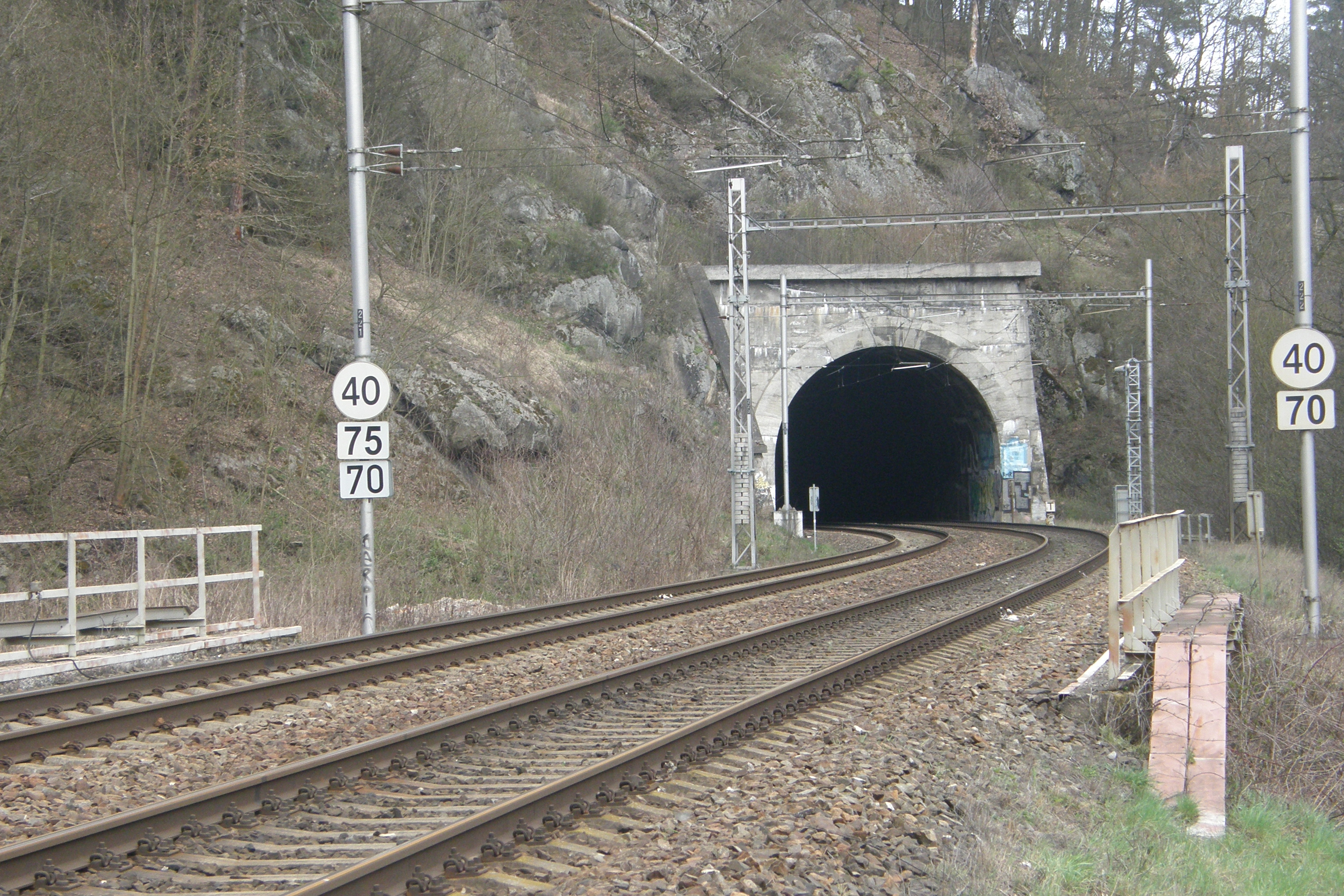
Jižní portál tunelu č. 10